# Gleb Shevchenko
Gleb Shevchenko (tiếng Belarus: Глеб Шаўчэнка; tiếng Nga: Глеб Шевченко; sinh 17 tháng 2 năm 1999) là một cầu thủ bóng đá Belarus. Tính đến năm 2016, anh thi đấu cho Slavia Mozyr.